# Maní (Yucatán)
Maní  is een stadje in de Mexicaanse deelstaat Yucatán. Maní is de hoofdplaats van de gemeente Maní en heeft 3.915 inwoners (census 2005).
Maní is al zeker vierduizend jaar bewoond. In de Post-Klassieke Periode was het de hoofdstad van een West-Yucateeks Mayaans koninkrijk geregeerd door de Tutul Xiudynastie. Na de val van Mayapán in 1441 was Maní de belangrijkste stad van Yucatán geworden. Elk jaar werd er een festival ter ere van Kukulcán gehouden. Ten tijde van de Spaanse verovering sloten de Tutul Xiu zich aan bij de Spanjaarden. In 1549 werd hier een franciscaner klooster gebouwd. In juli 1562 liet de priester Diego de Landa een autodafe houden, waarbij Mayacodices en -beelden verbrand werden als "werken van de duivel".

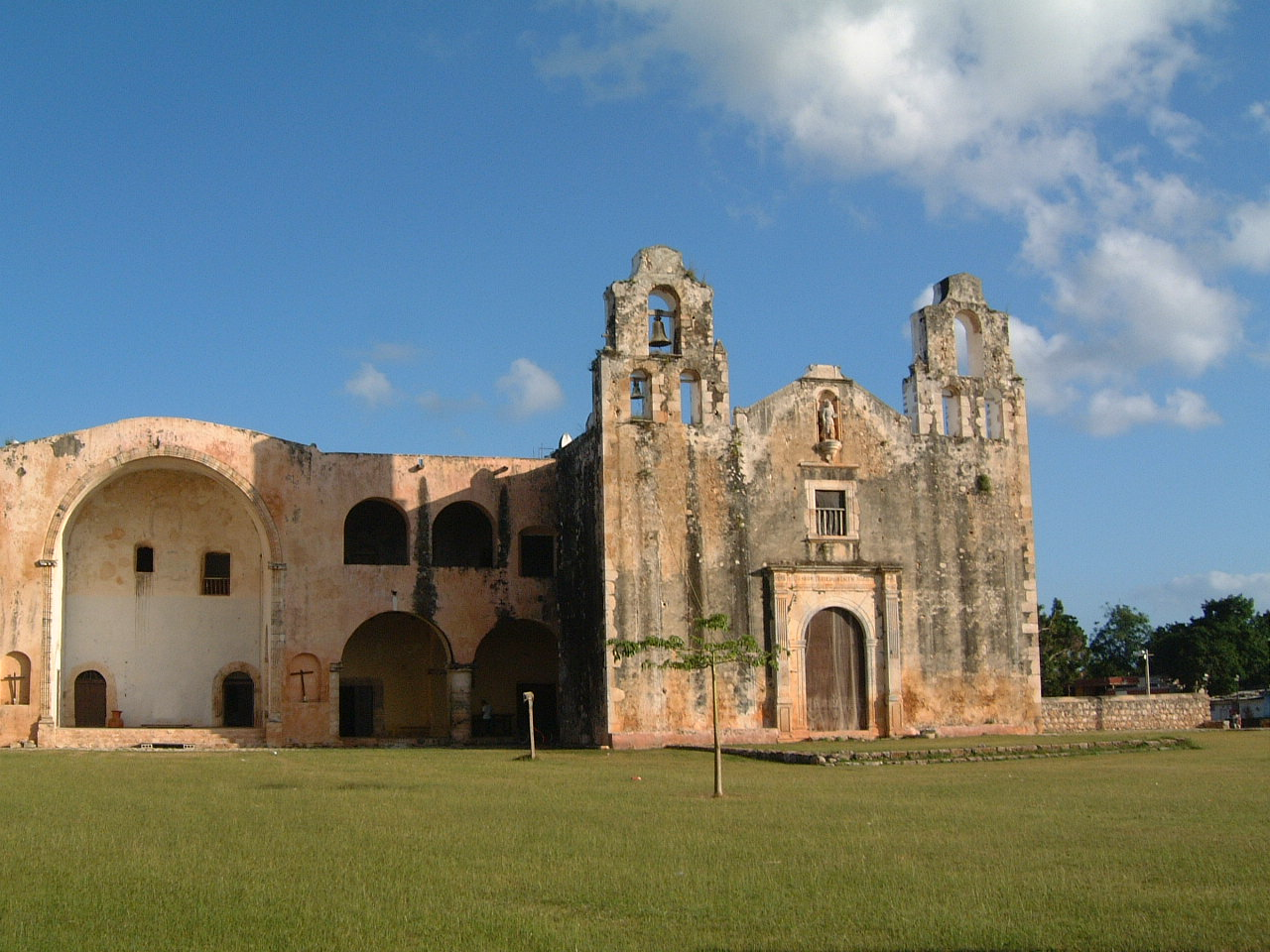
Kerk in Maní
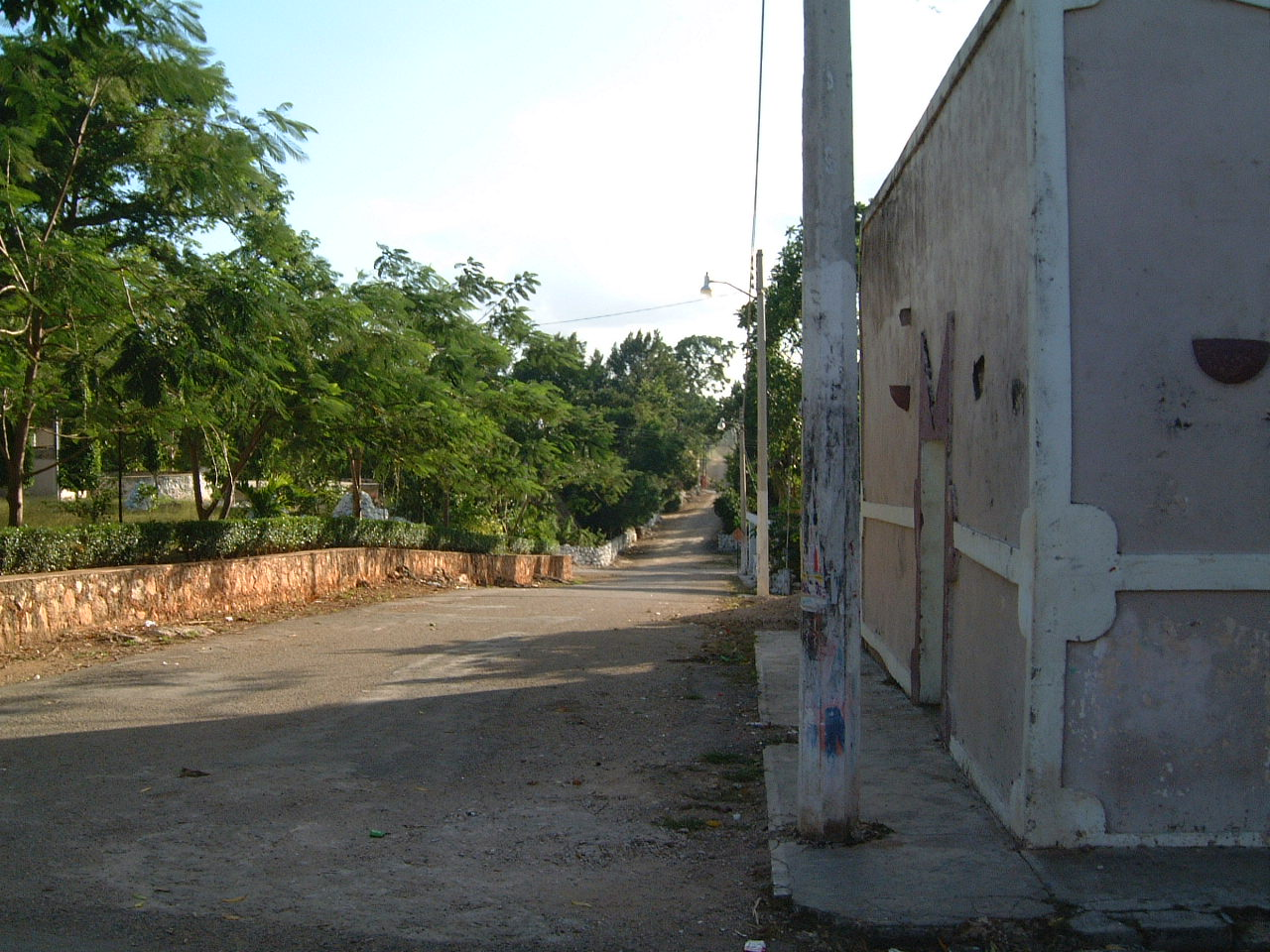
Straat in Maní